# Morti il 9 febbraio

## VI secolo(1)
- 566 - Sabino di Canosa, vescovo e santo italiano (n. 461)

## VII secolo(1)
- 695 - Ansberto di Rouen, vescovo, abate e santo francese (n. 629)

## X secolo(1)
- 967 - Sayf al-Dawla, condottiero arabo (n. 916)

## XI secolo(1)
- 1011 - Bernardo I di Sassonia, nobile tedesco

## XII secolo(4)
- 1123 - Ottone di Ballenstedt, nobile tedesco (n. 1070)
- 1185 - Teodorico II di Lusazia, nobile tedesco
- 1188 - Shams al-Din Muhammad ibn al-Muqaddam, nobile arabo
- 1199 - Minamoto no Yoritomo, militare e politico giapponese (n. 1147)

## XIII secolo(5)
- 1217 - Rinaldo di Nocera Umbra, vescovo cattolico e santo italiano
- 1235 - Nicola di Otranto, monaco cristiano, filosofo e teologo italiano
- 1248 - Al-'Adil II, sultano curdo
- 1251 - Mattia II di Lorena, duca francese
- 1256 - Alice di Lusignano, nobile francese (n. 1224)

## XIV secolo(1)
- 1372 - Guglielmo III di Ross, nobile scozzese

## XV secolo(8)
- 1407 - Guglielmo I di Meißen, nobile tedesco (n. 1343)
- 1431 - Giacomo Isolani, cardinale italiano (n. 1360)
- 1432 - Johan Håkansson, arcivescovo cattolico svedese
- 1464 - Bernardo II di Brunswick-Lüneburg, nobile e vescovo tedesco
- 1482 - Galeotto II del Carretto, marchese (n. 1452)
- 1488 - Bernardo Pulci, poeta italiano (n. 1438)
- 1491 - Antonia di Paolo di Dono, pittrice italiana (n. 1456)
- 1500 - Bernardino Caimi, religioso italiano (n. 1425)

## XVI secolo(4)
- 1587 - Vincenzo Ruffo, compositore italiano
- 1588 - Álvaro de Bazán, generale spagnolo (n. 1526)
- 1597 - Lorenzo Vitturi, arcivescovo cattolico italiano (n. 1543)
- 1600 - Giovanni Federico di Pomerania, duca (n. 1542)

## XVII secolo(14)
- 1619 - Giulio Cesare Vanini, filosofo, medico e naturalista italiano (n. 1585)
- 1633 - Catherine Henriette de Balzac d'Entragues, nobile francese (n. 1579)
- 1639 - Umile da Petralia, scultore e religioso italiano (n. 1600)
- 1640 - Murad IV, sultano ottomano (n. 1612)
- 1644 - Lope Díez de Armendáriz, nobile spagnolo
- 1645 - Muzio Vitelleschi, gesuita italiano (n. 1563)
- 1662 - Judith Quiney, inglese (n. 1585)
- 1670 - Federico III di Danimarca, re danese (n. 1609)
- 1670 - Lodovico Vedriani, storico italiano (n. 1601)
- 1675 - Ambrosius Brueghel, pittore fiammingo (n. 1617)
- 1675 - Gerrit Dou, pittore olandese (n. 1613)
- 1677 - Giacomo Alboresi, pittore italiano (n. 1632)
- 1690 - Giovanni Luigi di Nassau-Ottweiler, nobile tedesco (n. 1625)
- 1694 - Anne-Marie Bigot de Cornuel, letterata francese (n. 1605)

## XVIII secolo(31)
- 1704 - Charles Boyle, II conte di Burlington, nobile e politico inglese (n. 1669)
- 1707 - Giuseppe Antonio Vincenzo Aldrovandini, compositore italiano (n. 1671)
- 1709 - Francesco Luigi di Borbone-Conti, principe e generale (n. 1664)
- 1712 - Giovanni Evangelista Draghi, pittore italiano (n. 1654)
- 1726 - Johann Friedrich Karcher, architetto tedesco (n. 1650)
- 1734 - Diego de Astorga y Céspedes, cardinale e arcivescovo cattolico spagnolo (n. 1664)
- 1737 - Alfonso Mariconda, arcivescovo cattolico italiano (n. 1671)
- 1738 - Fabio degli Abati Olivieri, cardinale italiano (n. 1658)
- 1738 - Beatrice Geronima di Lorena, nobile francese (n. 1662)
- 1740 - Vincent Lübeck, compositore e organista tedesco (n. 1654)
- 1748 - Sergio Pola, vescovo cattolico italiano (n. 1674)
- 1749 - Anselm Franz von Ingelheim, vescovo cattolico tedesco (n. 1683)
- 1751 - Henri François d'Aguesseau, giurista e politico francese (n. 1668)
- 1752 - Fredric Hasselquist, naturalista svedese (n. 1722)
- 1753 - Carl Hårleman, architetto svedese (n. 1700)
- 1759 - Luisa Enrichetta di Borbone-Conti, nobile francese (n. 1726)
- 1765 - Elisabetta de Gambarini, compositrice, organista e soprano inglese (n. 1731)
- 1767 - Hubert Drouais, pittore e miniatore francese (n. 1699)
- 1769 - Giovanni Domenico Piana, ingegnere italiano (n. 1708)
- 1774 - Luis de Salazar y Castro, genealogista spagnolo (n. 1658)
- 1782 - Giuseppe Luigi Assemani, presbitero, teologo e orientalista libanese (n. 1710)
- 1782 - Benjamin Martin, linguista e lessicografo britannico (n. 1704)
- 1782 - Jean Baptiste Barthélémy Thomas d'Estienne, ammiraglio francese (n. 1727)
- 1783 - Enrico Giuseppe di Auersperg, nobile austriaco (n. 1697)
- 1784 - Giovanni Battista Lorenzo Bogino, politico italiano (n. 1701)
- 1788 - Giacomo Abbondo, presbitero italiano (n. 1720)
- 1792 - Jan Jozef Horemans il Giovane, pittore fiammingo (n. 1714)
- 1793 - Pascal Taskin, cembalaro francese (n. 1723)
- 1797 - Giuseppina Teresa di Lorena-Armagnac, principessa (n. 1753)
- 1798 - Antoine de Favray, pittore francese (n. 1706)
- 1799 - Giovanni Archinto, cardinale italiano (n. 1736)

## XIX secolo(69)
- 1802 - Aubrey Beauclerk, V duca di St. Albans, nobile inglese (n. 1740)
- 1802 - Thomas Graves, ammiraglio inglese (n. 1725)
- 1803 - Maria Callani, pittrice italiana (n. 1778)
- 1803 - Jean-François de Saint-Lambert, poeta e letterato francese (n. 1716)
- 1807 - Lorenz Hübner, presbitero, scrittore e pubblicista tedesco (n. 1751)
- 1807 - Joseph-Benoît Suvée, pittore belga (n. 1743)
- 1810 - Richard Chandler, archeologo e grecista britannico (n. 1738)
- 1811 - Nevil Maskelyne, astronomo britannico (n. 1732)
- 1811 - Giuseppe Russo, brigante italiano (n. 1781)
- 1812 - Guglielmo Batt, nobile inglese (n. 1744)
- 1812 - Franz Anton Hoffmeister, compositore e editore musicale tedesco (n. 1754)
- 1815 - Antoine Jean Marie Thévenard, ammiraglio francese (n. 1733)
- 1816 - Luigi Braschi-Onesti, nobile italiano (n. 1745)
- 1818 - John Milledge, politico statunitense (n. 1757)
- 1824 - Anna Katharina Emmerick, monaca cristiana, mistica e veggente tedesca (n. 1774)
- 1832 - Christian von Haugwitz, giurista, politico e diplomatico prussiano (n. 1752)
- 1834 - Pavel Petrovič Palen, generale russo (n. 1775)
- 1841 - Chrystian Piotr Aigner, architetto polacco (n. 1756)
- 1845 - William Griffith, medico, naturalista e botanico britannico (n. 1810)
- 1846 - Carlo Villa, nobile e politico italiano (n. 1766)
- 1847 - Ulrica von Düben, nobildonna svedese (n. 1769)
- 1855 - Francisco Xavier de Luna Pizarro, arcivescovo, politico e avvocato peruviano (n. 1780)
- 1856 - Carl Friedrich Kotschy, teologo e botanico austriaco (n. 1789)
- 1856 - Pierre Étienne Rémillieux, pittore francese (n. 1811)
- 1857 - Dionysios Solomos, poeta greco (n. 1798)
- 1860 - Luigi Porro Lambertenghi, patriota, imprenditore e politico italiano (n. 1780)
- 1860 - Damiano Sauli, politico, ingegnere e militare italiano (n. 1798)
- 1861 - Francis Danby, pittore irlandese (n. 1793)
- 1864 - Luigi Configliachi, docente, filantropo e botanico italiano (n. 1787)
- 1864 - Adrien-Louis Lusson, architetto e decoratore francese (n. 1788)
- 1865 - Emiliano Avogadro della Motta, politico e filosofo italiano (n. 1798)
- 1866 - Victoire Conroy, nobile britannica (n. 1819)
- 1866 - Rehuel Lobatto, matematico olandese (n. 1797)
- 1866 - Georg von Thurn und Valsassina, generale, diplomatico e nobile austriaco (n. 1788)
- 1867 - Filippo De Filippi, zoologo, medico e viaggiatore italiano (n. 1814)
- 1868 - Ottavio Thaon di Revel, nobile e politico italiano (n. 1803)
- 1869 - Charlotte Murchison, geologa britannica (n. 1788)
- 1871 - Augustus Applegath, tipografo e inventore britannico (n. 1788)
- 1872 - Giorgio Manganaro, politico italiano (n. 1797)
- 1872 - Léon Vaudoyer, architetto francese (n. 1803)
- 1873 - Carolina Augusta di Baviera, principessa tedesca (n. 1792)
- 1873 - Julius Fürst, orientalista tedesco (n. 1805)
- 1874 - Luigi Bolza, poliziotto italiano (n. 1786)
- 1874 - Contessa di Ségur, scrittrice russa (n. 1799)
- 1874 - Jules Michelet, storico francese (n. 1798)
- 1875 - Cecil De Vere, scacchista scozzese (n. 1845)
- 1875 - Giovanni Antonio Sanna, imprenditore e politico italiano (n. 1819)
- 1878 - Tito Angelini, scultore italiano (n. 1806)
- 1878 - Nicolas Gosse, pittore francese (n. 1787)
- 1878 - Theodore Roosevelt, imprenditore e filantropo statunitense (n. 1831)
- 1880 - Giulio Bossi, politico italiano (n. 1793)
- 1881 - Fëdor Dostoevskij, scrittore e filosofo russo (n. 1821)
- 1881 - Jacques-Édouard Gatteaux, scultore e medaglista francese (n. 1788)
- 1886 - Winfield Scott Hancock, generale e politico statunitense (n. 1824)
- 1887 - Auguste Wolff, compositore e pianista francese (n. 1821)
- 1888 - Mauro Morrone, magistrato e politico italiano (n. 1812)
- 1889 - Jean-Baptiste-François Pitra, cardinale e vescovo cattolico francese (n. 1812)
- 1889 - Giovanni Tarantini, presbitero e archeologo italiano (n. 1805)
- 1891 - Gonville Bromhead, militare britannico (n. 1845)
- 1891 - Giulio Jatta, numismatico, archeologo e traduttore italiano (n. 1861)
- 1891 - Johan Barthold Jongkind, pittore olandese (n. 1819)
- 1892 - Giotto Ulivi, presbitero italiano (n. 1820)
- 1893 - Camilla Guiscardi Gandolfi, pittrice italiana (n. 1806)
- 1894 - Evgenij Karlovič Albrecht, violinista russo (n. 1842)
- 1895 - Francesco Podesti, pittore italiano (n. 1800)
- 1897 - Luis de Madrazo, pittore spagnolo (n. 1825)
- 1898 - Rinaldo Casati, politico italiano (n. 1844)
- 1899 - Angelo Moro Lin, attore teatrale e drammaturgo italiano (n. 1831)
- 1900 - Richard Wigginton Thompson, politico statunitense (n. 1809)

## XX secolo(232)
- 1901 - Marcella Lotti della Santa, soprano italiano (n. 1831)
- 1901 - Nikolaj Vasil'evič Kopitov, ammiraglio russo (n. 1833)
- 1903 - Josephine Dubray, fotografa francese (n. 1818)
- 1903 - William Meade Fishback, politico statunitense (n. 1831)
- 1903 - Charles Gavan Duffy, poeta e politico irlandese (n. 1816)
- 1903 - Mariano Palermo, vescovo cattolico italiano (n. 1825)
- 1903 - Achille Pucci, avvocato e politico italiano (n. 1832)
- 1904 - Mary Ives Abbott, golfista e scrittrice statunitense (n. 1857)
- 1904 - Francesco Zedda Piras, imprenditore italiano (n. 1835)
- 1905 - Leone Fontana, avvocato, bibliografo e politico italiano (n. 1836)
- 1905 - Adolph von Menzel, pittore tedesco (n. 1815)
- 1905 - Frederick Octavius Pickard-Cambridge, presbitero e aracnologo inglese (n. 1860)
- 1906 - Paul Laurence Dunbar, poeta statunitense (n. 1872)
- 1907 - Paolo Geymonat, pastore protestante italiano (n. 1827)
- 1909 - Charles Conder, pittore inglese (n. 1868)
- 1910 - Miguel Febres Cordero, religioso ecuadoriano (n. 1854)
- 1910 - Angelo Majorana Calatabiano, giurista e politico italiano (n. 1865)
- 1910 - Paolo Riccardi, politico italiano (n. 1835)
- 1911 - Donato Di Marzo, avvocato e politico italiano (n. 1840)
- 1912 - Giuseppe Costa, pittore italiano (n. 1852)
- 1912 - Charles Loyson, presbitero, predicatore e scrittore francese (n. 1827)
- 1913 - Bernardo Reyes, generale e politico messicano (n. 1850)
- 1916 - Luigi Loir, pittore e illustratore francese (n. 1845)
- 1917 - Károly Hornig, cardinale e vescovo cattolico ungherese (n. 1840)
- 1917 - Aurel Popovici, politico e giurista romeno (n. 1863)
- 1919 - Camillo Candiani, militare e politico italiano (n. 1841)
- 1919 - Augusto Elia, patriota, militare e politico italiano (n. 1829)
- 1920 - Friedrich von Beck-Rzikowsky, generale austro-ungarico (n. 1830)
- 1920 - Nunzio Federigo Faraglia, abate, storico e filologo italiano (n. 1841)
- 1922 - Theodor Liebisch, cristallografo tedesco (n. 1852)
- 1923 - Otto Aulie, calciatore norvegese (n. 1894)
- 1925 - Andrea Glavina, politico e scrittore italiano (n. 1881)
- 1926 - Alfredo Campanini, architetto e imprenditore italiano (n. 1873)
- 1926 - Vincenzo Giura, orafo, gioielliere e politico italiano (n. 1847)
- 1926 - Larisa Michajlovna Rejsner, scrittrice e rivoluzionaria sovietica (n. 1895)
- 1927 - Martino Cassano, giornalista italiano (n. 1861)
- 1927 - Charles Doolittle Walcott, geologo e paleontologo statunitense (n. 1850)
- 1929 - Giovanni Camera, politico e avvocato italiano (n. 1862)
- 1929 - Vittorio Simonelli, geologo e paleontologo italiano (n. 1860)
- 1929 - Vincenzo Volpe, pittore italiano (n. 1855)
- 1929 - Hamad bin Ibrahim Al Mu'alla, emiro
- 1930 - Paul Levi, politico tedesco (n. 1883)
- 1930 - Eugenio Rignano, filosofo italiano (n. 1870)
- 1931 - Ernő Schubert, lunghista e velocista ungherese (n. 1881)
- 1932 - Paul Neumann, nuotatore austriaco (n. 1875)
- 1933 - Andreas Frühwirth, cardinale e arcivescovo cattolico austriaco (n. 1845)
- 1933 - Percy Heath, sceneggiatore, commediografo e giornalista statunitense (n. 1884)
- 1934 - John Dubouchet, calciatore svizzero (n. 1897)
- 1934 - Douglas William Freshfield, alpinista inglese (n. 1845)
- 1934 - Percy Radcliffe, generale britannico (n. 1874)
- 1934 - Claudio Williman, avvocato e politico uruguaiano (n. 1861)
- 1935 - Randolph Lycett, tennista britannico (n. 1886)
- 1936 - Jacques Bainville, giornalista e storico francese (n. 1879)
- 1936 - Caroline Furness, astronoma statunitense (n. 1869)
- 1936 - Ondřej Pukl, mezzofondista boemo (n. 1876)
- 1937 - Samuel Shipman, commediografo statunitense (n. 1881)
- 1937 - Emerich Ullmann, chirurgo austriaco (n. 1861)
- 1938 - Gustaf Bergström, calciatore svedese (n. 1884)
- 1938 - Florian Demange, vescovo cattolico e missionario francese (n. 1875)
- 1938 - Gazanfar Musabekov, rivoluzionario e politico azero (n. 1888)
- 1938 - Richard A. Whiting, compositore statunitense (n. 1891)
- 1941 - Elizabeth von Arnim, romanziera britannica (n. 1866)
- 1941 - Gaudenzio Manuelli, arcivescovo cattolico italiano (n. 1873)
- 1941 - Bruno Ziener, attore e regista tedesco (n. 1870)
- 1942 - Anna Klumpke, pittrice statunitense (n. 1856)
- 1942 - Ernst August Weiss, matematico tedesco (n. 1900)
- 1943 - Curt Haase, generale tedesco (n. 1881)
- 1943 - Martin Theodoor Houtsma, arabista, islamista e turcologo olandese (n. 1851)
- 1943 - Adolphe Kégresse, inventore francese (n. 1879)
- 1943 - Henri Richard, attore francese (n. 1883)
- 1944 - Agnes Mary Frances Duclaux, scrittrice, giornalista e critica letteraria britannica (n. 1857)
- 1944 - Walter Heitz, generale tedesco (n. 1878)
- 1945 - Mirko Andreoli, partigiano italiano (n. 1921)
- 1945 - Giuseppe Borea, presbitero e partigiano italiano (n. 1910)
- 1945 - Volprecht Freiherr Riedesel von Eisenbach, militare tedesco (n. 1910)
- 1945 - Karl Mayr, militare tedesco (n. 1883)
- 1945 - Rolf von Chlingensperg, alpinista e ingegnere tedesco (n. 1904)
- 1946 - Júlio Prestes, avvocato e politico brasiliano (n. 1882)
- 1948 - Karl Valentin, commediografo tedesco (n. 1882)
- 1950 - Abdul Qadir, giornalista e islamista pakistano (n. 1874)
- 1950 - Adolf Piotr Szelążek, vescovo cattolico polacco (n. 1865)
- 1951 - Neville Bulwer-Lytton, giocatore di pallacorda britannico (n. 1879)
- 1951 - Eddie Duchin, pianista e direttore d'orchestra statunitense (n. 1909)
- 1952 - Valentino Gola, calciatore italiano (n. 1898)
- 1953 - Raymond Dandy, attore, regista e produttore cinematografico francese (n. 1887)
- 1953 - Cecil Hepworth, produttore cinematografico, regista e attore britannico (n. 1873)
- 1953 - Ferruccio Quintavalle, storico italiano (n. 1863)
- 1953 - Élisabeth Sonrel, pittrice e illustratrice francese (n. 1874)
- 1954 - Gaspare Pisciotta, criminale italiano (n. 1924)
- 1956 - Leopoldo da Alpandeire, religioso spagnolo (n. 1864)
- 1956 - Inge Heijbroek, hockeista su prato olandese (n. 1915)
- 1956 - Léon Huybrechts, velista belga (n. 1876)
- 1956 - Rinaldo Varalda, calciatore italiano (n. 1895)
- 1957 - Miklós Horthy, ammiraglio e politico ungherese (n. 1868)
- 1958 - Ubaldo Formentini, storico, archeologo e politico italiano (n. 1880)
- 1958 - William LeBaron, produttore cinematografico statunitense (n. 1883)
- 1958 - Gian Battista Mantegazzi, compositore e direttore di banda svizzero (n. 1889)
- 1958 - Giuseppe Traina, politico italiano (n. 1889)
- 1959 - Vitale De Stefano, attore e regista italiano (n. 1886)
- 1959 - Karl Mauss, generale tedesco (n. 1898)
- 1960 - Aleksandr Nikolaevič Benois, pittore, disegnatore e scrittore russo (n. 1870)
- 1960 - Ernő Dohnányi, direttore d'orchestra, compositore e pianista ungherese (n. 1877)
- 1961 - Rocco Vincenzo Agostino, avvocato e politico italiano (n. 1897)
- 1961 - Oscar Egg, ciclista su strada e pistard svizzero (n. 1890)
- 1961 - Grigorij Jakovlevič Levenfiš, scacchista sovietico (n. 1889)
- 1961 - Carlos Luz, politico brasiliano (n. 1894)
- 1961 - Anton Reichard von Mauchenheim und Bechtoldsheim, generale tedesco (n. 1896)
- 1962 - John Bartholomew, cartografo e geografo britannico (n. 1890)
- 1962 - Glen Cavender, attore statunitense (n. 1883)
- 1963 - Marcel Godivier, ciclista su strada e pistard francese (n. 1887)
- 1963 - Abd al-Karim Qasim, generale e politico iracheno (n. 1914)
- 1964 - Ary Barroso, pianista, compositore e giornalista brasiliano (n. 1903)
- 1964 - Georges Bilot, calciatore francese (n. 1885)
- 1964 - Willie Bryant, cantante e disc jockey statunitense (n. 1908)
- 1964 - Marek Weber, violinista tedesco (n. 1888)
- 1966 - Bruno Ahlberg, pugile finlandese (n. 1911)
- 1966 - Ignacio Hidalgo de Cisneros, aviatore e generale spagnolo (n. 1894)
- 1966 - Ettore Manca, generale italiano (n. 1877)
- 1966 - Irene Curzon, II baronessa Ravensdale, politica inglese (n. 1896)
- 1966 - Sophie Tucker, cantante, attrice e cabarettista statunitense (n. 1884)
- 1967 - Giorgio Bianchi, regista, sceneggiatore e attore italiano (n. 1904)
- 1967 - Santiago Luis Copello, cardinale argentino (n. 1880)
- 1967 - Ernesto Rossi, politico, giornalista e antifascista italiano (n. 1897)
- 1968 - Cesare Breviglieri, calciatore italiano (n. 1905)
- 1968 - Edward Moore, canottiere statunitense (n. 1897)
- 1968 - Aurelia Navarro Moreno, pittrice spagnola (n. 1882)
- 1968 - Ivan Sharpe, calciatore inglese (n. 1889)
- 1968 - Nello Traquandi, politico e antifascista italiano (n. 1898)
- 1969 - Giovanni Giuseppe Bonzi, presbitero e teologo italiano (n. 1898)
- 1969 - Tiest van Gestel, arciere olandese (n. 1881)
- 1969 - Gabby Hayes, attore statunitense (n. 1885)
- 1969 - William Lescaze, architetto svizzero (n. 1896)
- 1969 - Giambattista Patarino, medico e dirigente sportivo italiano (n. 1890)
- 1969 - Manuel Plaza, maratoneta e mezzofondista cileno (n. 1900)
- 1969 - Marty Servo, pugile statunitense (n. 1919)
- 1969 - Enzo Sovitti, cestista e allenatore di pallacanestro italiano (n. 1926)
- 1969 - Michel Ungeheuer, calciatore lussemburghese (n. 1890)
- 1970 - Italo Gariboldi, generale italiano (n. 1879)
- 1970 - Leo Moser, matematico austriaco (n. 1921)
- 1970 - Antenore Negri, siepista italiano (n. 1898)
- 1971 - Jonas Aas, calciatore norvegese (n. 1890)
- 1972 - Bella Fromm, giornalista e scrittrice tedesca (n. 1890)
- 1972 - Nikolaj Ivanovič Krylov, generale e politico sovietico (n. 1903)
- 1973 - Antonino Basile, storico, etnografo e scrittore italiano (n. 1908)
- 1973 - Ferenc Pusztai, calciatore ungherese (n. 1910)
- 1974 - Arnošt Kreuz, calciatore cecoslovacco (n. 1912)
- 1974 - Henrik Samuel Nyberg, iranista e arabista svedese (n. 1889)
- 1974 - Rigoletto Trezzi, calciatore, arbitro di calcio e dirigente sportivo italiano (n. 1890)
- 1974 - Giovanni Zanni, calciatore e allenatore di calcio italiano (n. 1904)
- 1975 - Pierre Dac, umorista e attore francese (n. 1893)
- 1975 - Carlo Daviso di Charvensod, aviatore e ammiraglio italiano (n. 1890)
- 1975 - Toivo Särkkä, produttore cinematografico e regista finlandese (n. 1890)
- 1976 - Giustino De Cecco, politico italiano (n. 1911)
- 1976 - Percy Faith, musicista, direttore d'orchestra e compositore canadese (n. 1908)
- 1977 - Sergej Vladimirovič Il'jušin, ingegnere sovietico (n. 1894)
- 1977 - Buddy Johnson, pianista e compositore statunitense (n. 1915)
- 1977 - Ma Buqing, generale cinese (n. 1901)
- 1977 - Ove Nielsen, cestista e pallamanista danese (n. 1919)
- 1977 - 'Alia al-Husayn, regina giordana (n. 1948)
- 1978 - Costante Girardengo, ciclista su strada e pistard italiano (n. 1893)
- 1978 - Herbert Kappler, militare, criminale di guerra e poliziotto tedesco (n. 1907)
- 1978 - Laurent Seret, ciclista su strada belga (n. 1896)
- 1978 - Hans Stuck, pilota automobilistico tedesco (n. 1900)
- 1979 - Pierre-André Liégé, religioso e teologo francese (n. 1921)
- 1979 - Allen Tate, poeta e critico letterario statunitense (n. 1899)
- 1980 - Ivan Gošnjak, generale e politico jugoslavo (n. 1909)
- 1981 - Franz Andrysek, sollevatore austriaco (n. 1906)
- 1981 - Bill Haley, cantante e attore statunitense (n. 1925)
- 1981 - Lea Quaretti, scrittrice italiana (n. 1912)
- 1981 - Tiny Thompson, hockeista su ghiaccio canadese (n. 1903)
- 1982 - Marthe Richard, agente segreta e politica francese (n. 1889)
- 1982 - Lauri Virtanen, mezzofondista e maratoneta finlandese (n. 1904)
- 1983 - Khoren I, arcivescovo cristiano orientale armeno (n. 1914)
- 1983 - Giuseppe Pergolizzi, politico e dirigente sportivo italiano (n. 1914)
- 1984 - Jurij Vladimirovič Andropov, politico e militare sovietico (n. 1914)
- 1984 - Adriana Fabbri Seroni, giornalista italiana (n. 1922)
- 1984 - Felicita Ferrero, giornalista e antifascista italiana (n. 1899)
- 1984 - Mary Skeaping, direttrice artistica, coreografa e ballerina britannica (n. 1902)
- 1985 - Enrique Camarena, poliziotto e militare statunitense (n. 1947)
- 1985 - Ingemar Franzén, sollevatore svedese (n. 1927)
- 1986 - Luigi Cabrini, calciatore e giornalista italiano (n. 1906)
- 1986 - Eleonora Kaminskaitė, canottiera lituana (n. 1951)
- 1986 - Tauno Kovanen, lottatore finlandese (n. 1917)
- 1986 - Francesco Monaco, vescovo cattolico italiano (n. 1898)
- 1986 - Ben Nye, truccatore statunitense (n. 1907)
- 1987 - Elio Bavutti, ciclista su strada italiano (n. 1914)
- 1987 - Giovanni Bertinotti, calciatore italiano (n. 1894)
- 1987 - Louis Plack Hammett, chimico e fisico statunitense (n. 1894)
- 1988 - Kurt Herbert Adler, direttore d'orchestra austriaco (n. 1905)
- 1988 - Israel Nathan Herstein, matematico polacco (n. 1923)
- 1989 - Piero Rismondo, giornalista, scrittore e traduttore italiano (n. 1905)
- 1989 - Carlo Sabattini, ambientalista italiano (n. 1928)
- 1989 - Osamu Tezuka, fumettista, animatore e produttore televisivo giapponese (n. 1928)
- 1990 - Francesco Vinci, rugbista a 15 e allenatore di rugby a 15 italiano (n. 1910)
- 1990 - Jan Wojnowski, sollevatore polacco (n. 1946)
- 1991 - Ottorino Bettarello, rugbista a 15 italiano (n. 1932)
- 1991 - Pietro Bigerna, attore italiano (n. 1915)
- 1991 - Corrado Costa, poeta italiano (n. 1929)
- 1992 - Andor Foldes, pianista ungherese (n. 1913)
- 1992 - Carlo Gallavotti, filologo classico e grecista italiano (n. 1909)
- 1992 - Jack Kinney, regista, sceneggiatore e animatore statunitense (n. 1909)
- 1992 - Ada Masotti, stilista e imprenditrice italiana (n. 1915)
- 1992 - Cosimo Muci, calciatore italiano (n. 1920)
- 1993 - Fortunato Bellonzi, scrittore, critico d'arte e saggista italiano (n. 1907)
- 1993 - Bill Grundy, conduttore televisivo e giornalista britannico (n. 1923)
- 1994 - Louis Kaufman, violinista e violista statunitense (n. 1905)
- 1994 - Gherasim Luca, poeta rumeno (n. 1913)
- 1994 - Jarmila Novotná, soprano e attrice ceca (n. 1907)
- 1994 - Howard Martin Temin, virologo statunitense (n. 1934)
- 1994 - Friedrich Tenbruck, sociologo tedesco (n. 1919)
- 1995 - Lucia Alberti, astrologa italiana (n. 1921)
- 1995 - J. William Fulbright, politico, politologo e mecenate statunitense (n. 1905)
- 1995 - Jak Habib, cestista turco (n. 1912)
- 1995 - Marcello Palmisano, giornalista italiano (n. 1940)
- 1995 - David Wayne, attore statunitense (n. 1914)
- 1996 - Neil Franklin, calciatore inglese (n. 1922)
- 1996 - Adolf Galland, generale e aviatore tedesco (n. 1912)
- 1997 - Leni Junker, velocista tedesca (n. 1905)
- 1998 - George Cafego, giocatore di football americano statunitense (n. 1915)
- 1998 - Panagiōtīs Katsourīs, calciatore greco (n. 1976)
- 1998 - Emanuele Romano, vescovo cattolico italiano (n. 1912)
- 1998 - Maurice Schumann, politico, giornalista e scrittore francese (n. 1911)
- 1999 - Enzo Forcella, scrittore, giornalista e storico italiano (n. 1921)
- 1999 - Nicola Foschini, avvocato e politico italiano (n. 1909)
- 1999 - Aleksander Gieysztor, storico polacco (n. 1916)
- 1999 - Mario Mannelli, calciatore italiano (n. 1915)
- 1999 - Antonio Romeo, politico e sindacalista italiano (n. 1923)
- 2000 - Chū Arai, comico, attore e cantante giapponese (n. 1928)
- 2000 - Roberto Fertonani, traduttore e saggista italiano (n. 1926)
- 2000 - Steve Furness, giocatore di football americano statunitense (n. 1950)
- 2000 - Beau Jack, pugile statunitense (n. 1921)
- 2000 - Lenore Kight-Wingard, nuotatrice statunitense (n. 1911)

## XXI secolo(149)
- 2001 - Umberto De Angelis, calciatore italiano (n. 1910)
- 2001 - Niccolò Galli, calciatore italiano (n. 1983)
- 2001 - Herbert Simon, economista, psicologo e informatico statunitense (n. 1916)
- 2002 - Michael Joseph Begley, vescovo cattolico statunitense (n. 1909)
- 2002 - Margaret, contessa di Snowdon, principessa britannica (n. 1930)
- 2002 - Judson Pratt, attore statunitense (n. 1916)
- 2003 - Herma Bauma, giavellottista austriaca (n. 1915)
- 2003 - Rodolfo Guerrini, politico e sindacalista italiano (n. 1919)
- 2003 - Vera Ralston, attrice cecoslovacca (n. 1919)
- 2004 - Julio Baylón, calciatore peruviano (n. 1950)
- 2004 - Jane Hamilton, attrice e modella statunitense (n. 1915)
- 2004 - Luigi Maria Personè, scrittore e giornalista italiano (n. 1902)
- 2004 - Mario Pezzotta, trombonista e compositore italiano (n. 1920)
- 2004 - Opilio Rossi, cardinale e arcivescovo cattolico italiano (n. 1910)
- 2005 - Giulio Ceradini, ingegnere italiano (n. 1918)
- 2005 - Robert W. Kearns, inventore statunitense (n. 1927)
- 2005 - Frank Mathers, hockeista su ghiaccio, allenatore di hockey su ghiaccio e dirigente sportivo canadese (n. 1924)
- 2005 - Michail Pimenov, pallavolista e allenatore di pallavolo sovietico (n. 1920)
- 2005 - Josef Rasselnberg, calciatore tedesco (n. 1912)
- 2005 - Gary Schull, cestista statunitense (n. 1944)
- 2005 - Dariusz Świerczewski, cestista polacco (n. 1936)
- 2006 - Phil Brown, attore statunitense (n. 1916)
- 2006 - Gilles Kahn, informatico francese (n. 1946)
- 2006 - Nadira, attrice indiana (n. 1932)
- 2006 - Jorma Vaihela, calciatore finlandese (n. 1925)
- 2007 - Maria Baronj, costumista italiana (n. 1916)
- 2007 - Rüdiger Bubner, filosofo tedesco (n. 1941)
- 2007 - Alejandro Finisterre, poeta, inventore e editore spagnolo (n. 1919)
- 2007 - Kamal Mahgoub, sollevatore egiziano (n. 1921)
- 2007 - Gianfranco Monaldi, direttore d'orchestra, compositore e arrangiatore italiano (n. 1930)
- 2007 - Nello Morsellino, giornalista, scrittore e fotografo italiano (n. 1935)
- 2007 - Ian Richardson, attore britannico (n. 1934)
- 2007 - Albert Hermann Traber, imprenditore svizzero (n. 1926)
- 2007 - Leonardo Vecchiet, medico italiano (n. 1933)
- 2008 - Baba Amte, avvocato e attivista indiano (n. 1914)
- 2008 - Frans Brands, ciclista su strada belga (n. 1940)
- 2008 - Genaro Celayeta, calciatore spagnolo (n. 1954)
- 2008 - Robert DoQui, attore e doppiatore statunitense (n. 1934)
- 2008 - Guy Tchingoma, calciatore gabonese (n. 1986)
- 2009 - Robert Anderson, sceneggiatore, scrittore e produttore teatrale statunitense (n. 1917)
- 2009 - Eluana Englaro, italiana (n. 1970)
- 2009 - Orlando Cachaíto López, contrabbassista cubano (n. 1933)
- 2010 - Abdul Karim Amu, velocista e dirigente sportivo nigeriano (n. 1933)
- 2010 - Juris Kalniņš, cestista sovietico (n. 1938)
- 2010 - Pietro Mazzamuto, critico letterario e scrittore italiano (n. 1920)
- 2010 - Walter Frederick Morrison, inventore statunitense (n. 1920)
- 2011 - Claudio Coccia, dirigente sportivo italiano (n. 1931)
- 2011 - Miltiadīs Evert, politico greco (n. 1939)
- 2011 - Julio Gallardo Quijano, cestista messicano (n. 1958)
- 2011 - Donato Palumbo, fisico italiano (n. 1921)
- 2011 - Alicia Pietri, politica venezuelana (n. 1923)
- 2011 - Andrzej Przybielski, trombettista polacco (n. 1944)
- 2011 - Piero Ribechini, allenatore di calcio e calciatore italiano (n. 1937)
- 2011 - Giovanni Rizza, archeologo italiano (n. 1923)
- 2011 - Francesca Sanvitale, scrittrice e giornalista italiana (n. 1928)
- 2011 - Laura Sturma Fanelli, saggista e critica letteraria italiana (n. 1937)
- 2012 - Bruno Callieri, psichiatra italiano (n. 1923)
- 2012 - John Hick, teologo, filosofo e storico britannico (n. 1922)
- 2012 - Jill Kinmont Boothe, sciatrice alpina statunitense (n. 1936)
- 2013 - Richard Artschwager, artista, pittore e scultore statunitense (n. 1923)
- 2013 - Rune Erkers, cestista svedese (n. 1929)
- 2013 - Keiko Fukuda, judoka giapponese (n. 1913)
- 2013 - Leonardo Polo, filosofo e scrittore spagnolo (n. 1926)
- 2014 - Gabriel Axel, regista danese (n. 1918)
- 2014 - Eric Bercovici, sceneggiatore e produttore cinematografico statunitense (n. 1933)
- 2014 - Serafín R. Cuevas, giurista e avvocato filippino (n. 1928)
- 2014 - Valeria De Franciscis, attrice italiana (n. 1915)
- 2014 - Jindřích Drásal, allenatore di pallacanestro cecoslovacco (n. 1926)
- 2014 - Mauro Pane, pilota automobilistico e stuntman italiano (n. 1963)
- 2014 - Antonio Viesti, generale italiano (n. 1933)
- 2015 - Horst Borcherding, calciatore tedesco (n. 1930)
- 2015 - Angelo Maria Jacazzi, politico e partigiano italiano (n. 1926)
- 2015 - Marvin Levy, compositore statunitense (n. 1932)
- 2015 - Nadja Röthlisberger, giocatrice di curling svizzera (n. 1972)
- 2015 - Ed Sabol, regista statunitense (n. 1916)
- 2016 - Gaspare Cucinella, attore italiano (n. 1924)
- 2016 - Vittorio Di Prima, attore, doppiatore e direttore del doppiaggio italiano (n. 1941)
- 2016 - Antonio Ghelfi, calciatore italiano (n. 1940)
- 2016 - Sushil Koirala, politico nepalese (n. 1939)
- 2016 - Alethea McGrath, attrice australiana (n. 1920)
- 2016 - Graham Moore, calciatore gallese (n. 1941)
- 2017 - Serge Baguet, ciclista su strada belga (n. 1969)
- 2017 - Alberto Boatto, critico d'arte italiano (n. 1929)
- 2017 - Silvija Ravdone, cestista sovietica (n. 1940)
- 2018 - Reg E. Cathey, attore statunitense (n. 1958)
- 2018 - Jürgen Czaschka, illustratore e incisore austriaco (n. 1943)
- 2018 - John Gavin, attore, diplomatico e dirigente d'azienda statunitense (n. 1931)
- 2018 - Camille Gobey, cestista ivoriano
- 2018 - István Hevesi, pallanuotista ungherese (n. 1931)
- 2018 - Jóhann Jóhannsson, musicista, compositore e produttore discografico islandese (n. 1969)
- 2018 - Liam Miller, calciatore irlandese (n. 1981)
- 2018 - Henryk Niedźwiedzki, pugile polacco (n. 1933)
- 2018 - Bruno Rossetti, tiratore a volo francese (n. 1960)
- 2018 - Anne Treisman, psicologa statunitense (n. 1935)
- 2018 - Edward Vebell, schermidore statunitense (n. 1921)
- 2019 - Salvatore Bellomo, wrestler italiano (n. 1951)
- 2019 - Fernando Clavijo, allenatore di calcio, calciatore e giocatore di calcio a 5 uruguaiano (n. 1956)
- 2019 - Mario Gerla, informatico e saggista italiano (n. 1943)
- 2019 - Mick Kennedy, calciatore inglese (n. 1961)
- 2019 - Shelley Lubben, attrice pornografica e attivista statunitense (n. 1968)
- 2019 - Jean Parent, schermidore francese (n. 1928)
- 2019 - Fred Pickering, calciatore inglese (n. 1941)
- 2019 - Maximilian Reinelt, canottiere tedesco (n. 1988)
- 2019 - Ian Ross, calciatore e allenatore di calcio scozzese (n. 1947)
- 2019 - Tomi Ungerer, scrittore, illustratore e viaggiatore francese (n. 1931)
- 2020 - Mirella Freni, soprano italiano (n. 1935)
- 2020 - Margareta Hallin, attrice e soprano svedese (n. 1931)
- 2020 - Saverio Leotta, allenatore di calcio e calciatore italiano (n. 1934)
- 2020 - Mauro Carlo Pennacchiotti, politico italiano (n. 1923)
- 2020 - Sergej Michajlovič Slonimskij, compositore e pianista sovietico (n. 1932)
- 2021 - Marilena Ansaldi, danzatrice, coreografa e attrice brasiliana (n. 1934)
- 2021 - Chick Corea, compositore, pianista e tastierista statunitense (n. 1941)
- 2021 - Antonio Del Duca, politico italiano (n. 1926)
- 2021 - Valeria Gagealov, attrice e doppiatrice rumena (n. 1931)
- 2021 - James Gordon Jr., politico filippino (n. 1947)
- 2021 - Franco Marini, sindacalista e politico italiano (n. 1933)
- 2022 - Giovanni Bruni, politico italiano (n. 1938)
- 2022 - Valerio Carrara, politico italiano (n. 1951)
- 2022 - Henry Danton, ballerino britannico (n. 1919)
- 2022 - Betty Davis, cantante statunitense (n. 1944)
- 2022 - Fabio Duque Jaramillo, vescovo cattolico colombiano (n. 1950)
- 2022 - Ian McDonald, cantante, polistrumentista e compositore britannico (n. 1946)
- 2022 - Super Muñeco, wrestler messicano (n. 1952)
- 2022 - Tor Österlund, calciatore finlandese (n. 1935)
- 2022 - André Wilms, attore francese (n. 1947)
- 2023 - Marcos Alonso Peña, calciatore e allenatore di calcio spagnolo (n. 1959)
- 2023 - József Csabai, allenatore di calcio e calciatore ungherese (n. 1932)
- 2023 - Jean-Maurice Dehousse, politico belga (n. 1936)
- 2023 - Maria Gabriella di Lussemburgo, principessa lussemburghese (n. 1925)
- 2023 - Piero Montanari, bassista e compositore italiano (n. 1946)
- 2023 - Luigi Zonghi, schermidore italiano (n. 1959)
- 2024 - Robert Badinter, avvocato e politico francese (n. 1928)
- 2024 - Jenny Estrada, giornalista, scrittrice e storica ecuadoriana (n. 1940)
- 2024 - Roland Grip, calciatore svedese (n. 1941)
- 2024 - André Hendryckx, ciclista su strada belga (n. 1943)
- 2024 - Damo Suzuki, cantante e chitarrista giapponese (n. 1950)
- 2024 - Jimmy Van Eaton, batterista statunitense (n. 1937)
- 2024 - Klaus Zink, calciatore tedesco (n. 1936)
- 2025 - Giorgio Ajazzone, dirigente sportivo italiano (n. 1954)
- 2025 - William Bassett, attore statunitense (n. 1935)
- 2025 - Beverly Byron, politica statunitense (n. 1932)
- 2025 - Mara Corday, attrice, modella e showgirl statunitense (n. 1930)
- 2025 - Giuseppe Fornaciari, calciatore italiano (n. 1967)
- 2025 - Edith Mathis, soprano svizzero (n. 1938)
- 2025 - Asil Nadir, imprenditore cipriota (n. 1941)
- 2025 - Giorgio Pellizzaro, calciatore e allenatore di calcio italiano (n. 1947)
- 2025 - Tom Robbins, scrittore statunitense (n. 1932)
- 2025 - Oleg Striženov, attore sovietico (n. 1929)
- 2025 - Grazia Zuffa, politica, psicologa e saggista italiana (n. 1945)

## Senza anno specificato(2)
- Liutgarda di Vermandois, duchessa francese
- Sabino di Avellino, vescovo e santo italiano